# Ted Allen

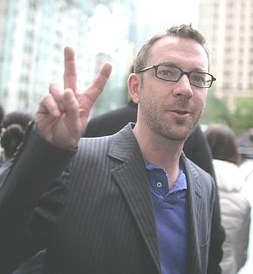
Ted Allen

Ted Allen (* 20. Mai 1965 in Columbus, Ohio) ist ein US-amerikanischer Autor und Fernsehmoderator.

## Leben
Allen studierte an der Purdue University und an der New York University. Bekannt wurde Allen durch die US-amerikanische Fernsehsendung Queer Eye, die den Emmy gewann. In der Serie war er als Connaisseur für Essen und Wein zuständig.
Als Autor schrieb Allen mehrere Bücher zu Lifstyle-Themen für Männer wie gutes Benehmen, Verhalten in der Ehe oder gutes Auftreten in der Gesellschaft. Nach dem Ende der Fernsehserie wurde er Gastgeber einer Kochsendung (Chopped), in der vier Köche in Wettbewerb zueinander antreten, im US-amerikanischen Fernsehsender Food Network. Des Weiteren moderierte er die Kochsendung Food Detectives, in der Mythen über das Essen aufgedeckt wurden. In verschiedenen weiteren Kochsendungen ist Allen öfters als Gast zu sehen.
Allen lebt mit seinem Ehemann Barry Rice in Brooklyn, New York City.

## Werke (Auswahl)
- 1999: Esquire's Things A Man Should Know About Style (Riverhead Books) gemeinsam mit Scott Omelianuk (ISBN 1-57322-763-3, ISBN 978-1-57322-763-6, OCLC 42310518)
- 2000: Esquire's Things A Man Should Know About Marriage (Riverhead Books) gemeinsam mit Scott Omelianuk (ISBN 1-57322-777-3, ISBN 978-1-57322-777-3, OCLC 42462917)
- 2001: Esquire's Things A Man Should Know About Sex (Riverhead Books) gemeinsam mit Scott Omelianuk
- 2001: Esquire's Things A Man Should Know About Handshakes, White Lies and Which Fork Goes Where: Easy Business Etiquette for Complicated Times (Riverhead Books) gemeinsam mit Scott Omelianuk (ISBN 1-58816-068-8, ISBN 978-1-58816-068-3)
- 2004: Queer Eye for the Straight Guy: The Fab Five's Guide to Looking Better, Cooking Better, Dressing Better, Behaving Better, and Living Better (Mitautor, Clarkson Potter) (ISBN 1-4000-5446-X, ISBN 978-1-4000-5446-6, ISBN 1-4000-9784-3, ISBN 978-1-4000-9784-5)
- 2005: The Food You Want To Eat: 100 Smart, Simple Recipes (Clarkson Potter) (ISBN 1-4000-8090-8, ISBN 978-1-4000-8090-8)